# David Baudemont
David Baudemont, né à Thann (Haut-Rhin) est un écrivain, dramaturge et illustrateur canadien. Il a été élevé en France avant d'émigrer au Canada.
Il est très actif dans la communauté culturelle de la Saskatchewan. En 2002, la version dramatique d'un conte urbain intitulé La Grande gravité est présentée à l'occasion d'un festival provincial et fait partie de L'R Libre. Son roman jeunesse Les Beaux jours est réalisé grâce à la contribution des élèves de la 7e et 8e année de l'École canadienne-française de Saskatoon et fut sélectionné au Prix Saint-Exupéry - Francophonie 2004 (France), il a ensuite remporté le Prix du livre français de la Saskatchewan en 2004, 2008 et 2021. Il illustre lui-même ses romans-jeunesse. Dans le domaine du théâtre, six de ses pièces sont produites en Alberta, Saskatchewan et au Québec. Lignes de fuite (2015) est son premier essai, illustré a l'encre et au fusain.

## Œuvres
- L'R libre, collectif, Éditions des Plaines, 2002.
- Les beaux jours, Éditions des Plaines, 2003, prix du livre en français de la Saskatchewan en 2004, nommé pour le prix Saint-Exupéry - Francophonie, 2004, France[1].
- Les pierres du Nil, Éditions Magnard, France, 2006.
- 5 ans, in Le Théâtre Fransaskois, Tome 2, Éditions de la Nouvelle Plume, 2007[2].
- Olga, Éditions de la Nouvelle Plume, 2007, prix du livre en français de la Saskatchewan en 2008[3].
- Le nouveau tracteur, Éditions de la Nouvelle Plume, 2007.
- Citrouille et Kiwi, Éditions de la Nouvelle Plume, 2008.
- Celui qui dormait entre les pattes du dragon, Éditions de la Nouvelle Plume, 2008.
- Deux frères, in Le Théâtre Fransaskois, Tome 5, Éditions de la Nouvelle Plume, 2012[4].
- Orphée à Duck Lake, in Chemin faisant, Éditions de la Nouvelle Plume, 2012.
- Lignes de fuite, Éditions de la Nouvelle Plume, 2015.
- Jaune, Éditions Pierre Tisseyre, 2017[5].
- Junk City, Éditions de la Nouvelle Plume, 2020, prix du livre en français de la Saskatchewan, 2021, nommé pour le prix Champlain 2021[6].
- Départs, Éditions de la Nouvelle Plume, 2022[7].
- Les urbains, Éditions de la Nouvelle Plume, 2023.
- Derrière chaque horizon, Édition du Blé, 2023.
- Fenêtre sur cour, L'Harmattan, 2024.

## Théâtre inédit
- Le Six, 2000, coproduite par La Troupe du Jour de Saskatoon et le Dancing Sky Theatre de Meacham (titre anglais : Five,Six, Pick Up Sticks), adaptation de Ian Nelson[8].
- Départs, 2010, par la Troupe du Jour de Saskatoon[9].
- De l’origine des espèces, 2013, lecture publique, Spring Festival, Saskatchewan Playwright Centre, Saskatoon.
- Les trois points de Tryo, 2017, La Troupe du Jour, Children festival, Saskatoon[10].
- Orange aux pays des Angles, 2022, La Troupe du Jour, Saskatoon[11].